# Warstiens
Warstiens est un village de la commune néerlandaise de Leeuwarden, dans la province de Frise.

## Géographie
Situé au sud-est de la ville de Leeuwarden, le village est traversé par le canal Langdeel.

## Histoire
Warstiens fait partie de la commune d'Idaarderadeel avant 1984, puis de Boarnsterhim avant le 1er janvier 2014, où celle-ci est supprimée. Depuis cette date Reduzum appartient à Leeuwarden.

## Démographie
Le 1er janvier 2018, le village comptait 35 habitants.